# Mads Ellesøe
Mads Ellesøe (n. 1977) es un periodista y director de documental danés.
Estudió en la Danish School of Media and Journalism (Escuela Danesa de Periodismo y Comunicación Audiovisual).
En 2010, él fue arrestado por el servicio secreto marroquí, después de hacer un documental crítico sobre asunto de Sahara Occidental.
Ellesøe trabajó como periodista en el diario danés Politiken y en el Center For Investigative Reporting en los EE. UU.
También, él ha trabajado como director en la unidad de documentales internacional en DR., la corporación estatal danesa de comunicación.
Su documental Los Hombres Quién Saqueó Europa recibió el Premio de televisión danés en 2019 como Mejor Documental del Año.

## Filmografía seleccionada
- Nuestra Guerra (danés: Vores Krig) (2009)[4]
- Pind og Holdt i EE.UU. (2012)
- The Child Soldier's New Job (danés: Børnesoldatens nye trabajo) (2016)
- Los Hombres Quién Saqueó Europa (danés: Mændene der plyndrede Europa) (2018)
- The Campaign Against the Climate (La Campaña Contra el Clima) (2020)